# Niedarczów Górny-Kolonia
Niedarczów Górny-Kolonia – wieś w Polsce położona w województwie mazowieckim, w powiecie zwoleńskim, w gminie Kazanów. Ma status sołetwa{.
W latach 1975–1998 miejscowość administracyjnie należała do województwa radomskiego.
Obok miejscowości przepływa Modrzewianka, dopływ Iłżanki.
Wierni Kościoła rzymskokatolickiego należą do parafii Zwiastowania Najświętszej Maryi Panny w Odechowie.